# 7370 Krasnogolovets
7370 Krasnogolovets è un asteroide della fascia principale. Scoperto nel 1978, presenta un'orbita caratterizzata da un semiasse maggiore pari a 2,6740654 au e da un'eccentricità di 0,0302069, inclinata di 4,01213° rispetto all'eclittica.
L'asteroide è dedicato al professore russo Mikhail Aleksandrovich Krasnogolovets.